# Miron Gaj
Miron Mateusz Gaj (ur. 22 sierpnia 1927 w Koronowie, zm. 2 lipca 2015 w Chwałowicach) – polski fizyk, współtwórca polskiej szkoły optyki.

## Życiorys
W 1951 ukończył studia fizyczne na Uniwersytecie Wrocławskim, w latach 1951-1954 pracował w oddziale wrocławskim Państwowego Instytutu Matematycznego w Warszawie, od 1954 był pracownikiem Politechniki Wrocławskiej, w Katedrze Fizyki, a po jej przekształceniu, w Instytucie Fizyki Doświadczalnej (od 1968) i Instytucie Fizyki (od 1974). W 1959 otrzymał stopień doktora inżyniera, w 1963 doktora habilitowanego, w 1971 mianowany profesorem nadzwyczajnym, w 1980 profesorem zwyczajnym. W latach 1967–1968 kierował Zakładem Metrologii, w latach 1968-1971 Zakładem Teorii Układów Optycznych, w latach 1981-1983 był dziekanem Wydziału Podstawowych Problemów Techniki. W 1971 był inicjatorem, a następnie został redaktorem naczelnym pisma Optica Applicata.  Członek Amerykańskiego Towarzystwa Optycznego, Sekcji Optyki Komitetu Fizyki PAN.
W 1967 otrzymał nagrodę Polskiego Towarzystwa Fizycznego, w 1974 został odznaczony Krzyżem Kawalerskim Orderu Odrodzenia Polski, Złotą Odznaką Politechniki Wrocławskiej, Medalem 30-lecia Politechniki Wrocławskiej oraz Medalem za Zasługi dla Uniwersytetu Palackiego w Ołomuńcu.